# Ramal ferroviario Gálvez-San Francisco-La Rubia
El Ramal Gálvez-San Francisco-La Rubia pertenece al Ferrocarril General Bartolomé Mitre, de la red ferroviaria de Argentina.
Se encuentra en las provincias de Santa Fe y Córdoba, Argentina.

## Historia
El ramal fue construido por el Ferrocarril Central Argentino a fines del siglo XIX. Luego de la nacionalización de los ferrocarriles en 1948, pasó a pertenecer al Ferrocarril General Bartolomé Mitre.

## Servicios
No presta servicios de pasajeros. Las vías se encuentran mayormente en estado de abandono. Sus vías y estación se encuentran concesionadas a la empresa Nuevo Central Argentino.
La estación Gálvez se encuentra activa para servicios de pasajeros de la empresa estatal Trenes Argentinos Operaciones.